# Альмодовар-дель-Ріо
Альмодовар-дель-Ріо (ісп. Almodóvar del Río) — муніципалітет в Іспанії, у складі автономної спільноти Андалусія, у провінції Кордова. Населення — 7916 осіб (2010).
Муніципалітет розташований на відстані близько 310 км на південь від Мадрида, 23 км на південний захід від Кордови.
На території муніципалітету розташовані такі населені пункти: (дані про населення за 2010 рік).
- Альмодовар-дель-Ріо: 5331 особа
- Лос-Льянос: 368 осіб
- Лос-Мочос: 1474 особи
- Нуестра-Сеньйора-дель-Росаріо: 743 особи

## Демографія
Динаміка населення (INE ):

## Галерея зображень

Розташування муніципалітету у провінції Кордова
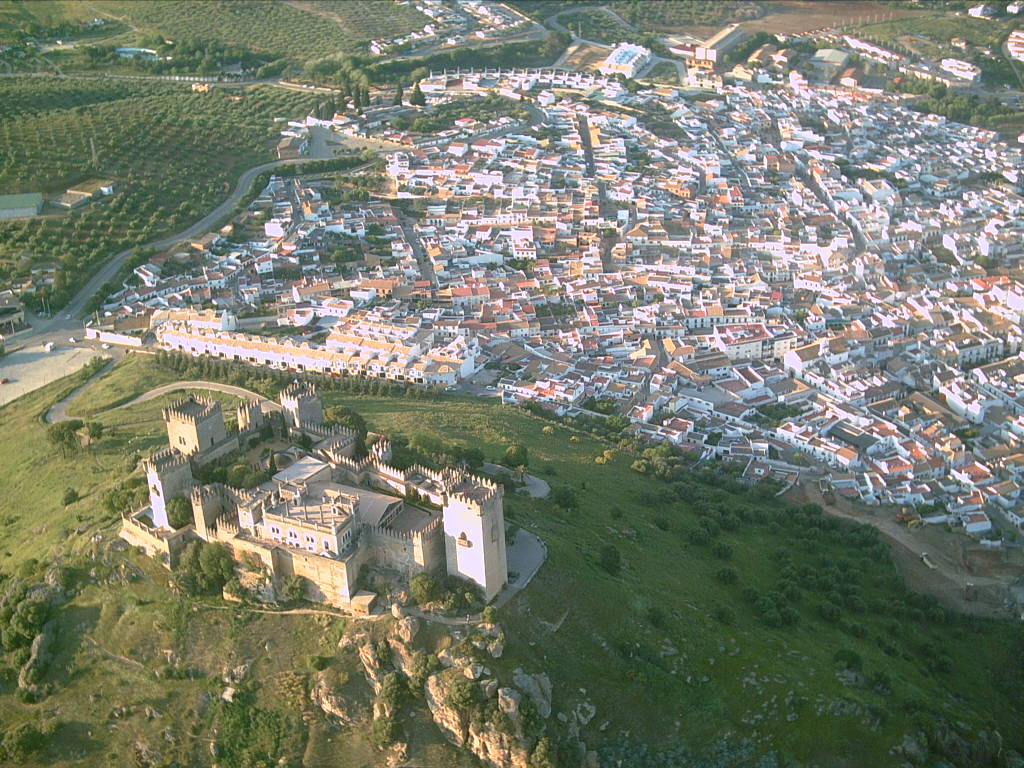
Вид згори
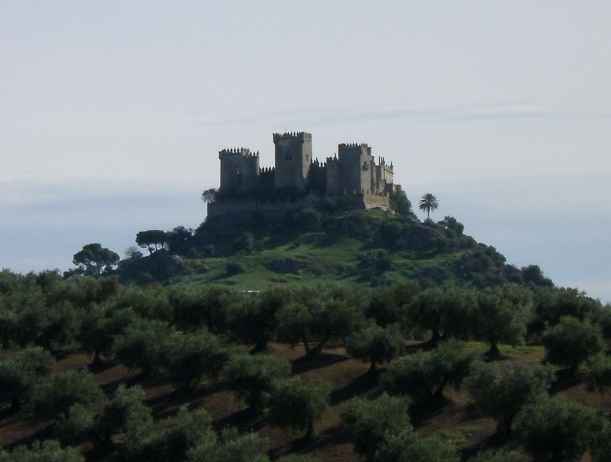
Замок, Альмодовар-дель-Ріо